# 大澤タキ江
大澤 タキ江（おおさわ たきえ、1947年1月6日 - ）は、日本の政治家。元埼玉県長瀞町長（3期）。元長瀞町議会議員（4期）。

## 来歴
埼玉県立深谷女子高等学校（現・埼玉県立深谷第一高等学校）卒業。1999年（平成11年）4月、長瀞町議会議員選挙に立候補し初当選した。計4回連続当選。その間、議長を歴任した。
2013年（平成25年）6月30日に行われた長瀞町長選挙に立候補し初当選。7月29日町長就任。2017年（平成29年）7月、無投票で再選。2021年（令和3年）7月、3選。